# Ceresa integra
Ceresa integra är en insektsart som beskrevs av Walker. Ceresa integra ingår i släktet Ceresa och familjen hornstritar. Inga underarter finns listade i Catalogue of Life.